# Sumberkedawung
Sumberkedawung is een bestuurslaag in het regentschap Probolinggo van de provincie Oost-Java, Indonesië. Sumberkedawung telt 11.022 inwoners (volkstelling 2010).